# Премія YUNA відкриттю року
«YUNA» — щорічна українська національна професійна музична премія, заснована у 2011 році. Премія відкриттю року вручається з другої церемонії вручення, на якій вшановувалися досягнення у музиці за 2012 рік.

## Номінанти та переможці (2013—2022)

### 2013
- The Hardkiss[1]
  - ALLOISE
  - Анна Завальська
  - Лавіка
  - Маша Собко
  - Наташа Гордієнко

### 2014
- Єва Бушміна[2]
  - Аіда Ніколайчук
  - Аркадій Войтюк
  - Ярослава
  - Ангеліна Завальська

### 2015
- ONUKA[3]
  - Надія Грановська
  - Mozgi
  - Артем Мех
  - Клей Угрюмого

### 2016
- Alekseev[4]
  - «Mari Cheba»
  - «The Erised»
  - Регіна Тодоренко
  - Христина Соловій

### 2017
- «Грибы»[5]
  - «DETACH»
  - Ivan NAVI
  - MamaRika
  - «Агонь»

### 2018
- «KAZKA»[6]
  - «Constantine»
  - Melovin
  - Мішель Андраде

### 2019
- - «Alina Pash»
  - «Boosin Michael»
  - MARUV
  - The Gitas
  - NK